# کوه ملکان
کوه ملکان یا بقول مردم کدکن ملکوه یکی از نقاط دیدنی شهر کدکن محسوب می‌شود. هم چنین آب و هوای معتدل کوهستانی با باغستانهای فراوان آلو و آلوچه و تابستانهای خنک و فرح بخش شهر کدکن و نیز قله ملکوه یا ملکان (کوه چهل تن) با ارتفاع ۳۰۱۳ متر که همه ساله میزبان کوهنوردانی از نقاط مختلف کشور می‌باشد و نیز آبشار طبیعی روستای دافی و دره یوزا روستای برس و ارگی روستای رقیچه از جاذبه‌های مهم گردشگری بخش کدکن هستند.
ملکان یا ملکوه خاستگاه عسل گوشت‌های شکار(بلدرچین و کبک و...)می‌باشد. قله ملکوه بخاطر شکل مخروطی بودن و سنگی آن یکی از  قللی است که مورد توجه کوه‌نودان و سنگ‌نوردان استان و کشور می‌باشد. این قله اولین بار توسط تیم باشگاه یا گروه کوه‌نوردی آزادگان مشهد صعود و به دیگران شناسانده شد. اولین گشایش مسیر دهلیز مرکزی دیواره آن توسط زنده یاد جواد حامد گلکار، نظام‌دوست و محمد زرخواه انجام گردید و همچین اولین صعود زمستانی دهلیز مرکزی،‌ یال شرقی و غربی آن توسط اعضای همین باشگاه گشایش گردید.
این قله در فاصله ۴۰ کیلومتری از شهرستان تربت حیدریه بوده و از ابتدای جاده تا روستا ۳۵ کیلومتر می‌باشد. از روستا می‌توان با ماشین مناسب از جاده در مسیر دره طی مسیرنمود و با رسیدن به دوراهی مسیر سمت چپ (‌جاده احداث توسط سپاه )‌را ادامه داد تا سوله ناتمام . و از انجا با حدود ۱.۵ ساعت به ابتدای یال شرقی قله رسید .. برای صعود این قله حتما بایستی از راهنما استفاده کنید .